# Michail Joukov
Michail Joukov, född 3 januari 1985 i Leningrad, Sovjetunionen, är en rysk-svensk ishockeyspelare som spelar för HK Neftechimik Nizjnekamsk i KHL.